# Josep Pla
Josep Pla i Casadevall (8. března 1897, Palafrugell (Girona) – 23. dubna 1981, Llofriu (Girona) byl španělský novinář a spisovatel katalánské národnosti.

## Život a působení
Psal zprvu v katalánštině, i když to bylo za Francovy diktatury zakázáno, a patří tak k obnovitelům katalánské literatury ve 20. století. Je nejčtenějším katalánským autorem vůbec. Proslul zejména reportážemi z celého světa. ale psal i historické práce, cestopisy, povídky či biografie. Celé jeho dílo představuje asi 30 000 stran. Byl katalánským nacionalistou, ale psal částečně i ve španělštině a byl v Katalánsku také kritizován za kolaboraci s Francovou diktaturou.

## Dílo
- El quadern gris (Šedý sešit, 1918–1919) deníky
- Coses vistes, 1925
- Cartes de lluny, cestopis, 1929
- Viatge a Catalunya, cestopis, 1934
- Rusiñol y su tiempo, biografie, 1941
- Viaje en autobús, cestopis, 1942
- El pintor Joaquín Mir, biografie, 1944
- El carrer estret, 1951, oceněno literární cenou Premi Sant Jordi de novella
- L’Empordanet, 1954
- Peix fregit, 1954
- Catalunya vella, cestopis, 1965
- Contraban i altres narracions, povídky, 1980
- Homenots (Enric Prat de la Riba, Pompeu Fabra, Antoni Gaudí aj.), biografie, 1984/1987